# Новий Валерцин
Новий Валерцин (пол. Nowy Walercin) — село в Польщі, у гміні Дембе-Вельке Мінського повіту Мазовецького воєводства.
У 1975-1998 роках село належало до Седлецького воєводства.